# سیجی چیبا
سیجی چیبا (انگلیسی: Seiji Chiba؛ زادهٔ ۱۱ نوامبر ۱۹۶۴) کارگردان فیلم، تهیه‌کننده فیلم، و فیلم‌نامه‌نویس اهل ژاپن است.